# S/2007 S 3

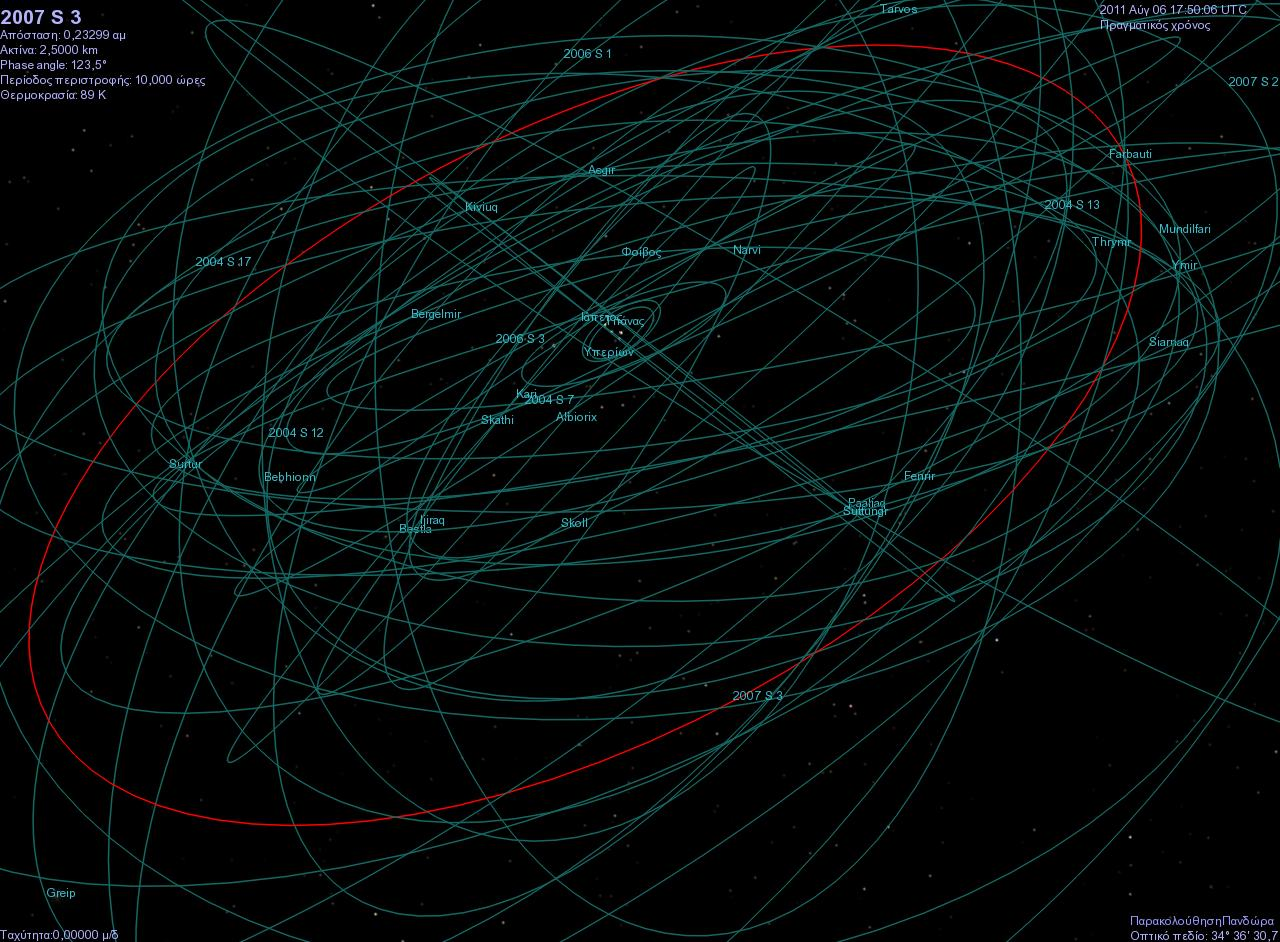
Órbita de S/2007 S 3.

S/2007 S 3 é um satélite natural de Saturno. Sua descoberta foi anunciada por Scott S. Sheppard, David C. Jewitt, Jan Kleyna, e Brian G. Marsden em 1 de maio de 2007 a partir de observações feitas entre 18 de janeiro e 19 de abril de 2007.
S/2007 S 3 tem cerca de 5 km de diâmetro, e orbita Saturno a uma distância média de 20 518 500 km em cerca de 1 100 dias, com uma inclinação de 177,22° com a eclíptica, em uma direção retrógrada com uma excentricidade de 0,130.